# Lake Ōwhareiti
Der Lake Ōwhareiti ist ein See in der Region Northland auf der Nordinsel von Neuseeland.

## Geographie
Der Lake Ōwhareiti befindet sich rund 5 km westlich des kleinen Dorfes Moerewa und rund 12 km östlich der Kleinstadt Kaikohe. Der See, der sich seit den ersten Aufzeichnungen im Jahr 1857 ständig vergrößert hat, besitzt keine regulären Zuflüsse und keinen Abfluss. Mit einer Flächenausdehnung von rund 1,1 km² erstreckt sich der See, der über insgesamt sechs Arme verfügt, über eine Länge von rund 1,95 km in Nord-Süd-Richtung und misst an seiner breitesten Stelle rund 1,34 km in Ostwest-Richtung. Die mit 16 m tiefste Stelle des Lake Ōwhareiti ist rund 210 m nordnordöstlich der rund 0,45 Hektar großen Insel zu finden, die im südlichen Teil des Gewässers liegt.
Der See besitzt keine nennenswerten Zuflüsse und keinen Abfluss.